# Dipodomys nelsoni
Espèce
Statut de conservation UICN

 LC  : Préoccupation mineure
Dipodomys nelsoni est une espèce de Rongeurs de la famille des Heteromyidae. C'est un petit mammifère qui fait partie des rats-kangourous d'Amérique. Il est endémique du Mexique.
L'espèce a été décrite pour la première fois en 1907 par un zoologiste américain, Clinton Hart Merriam (1855-1942).